# Припич, Флорин Даниэль
Флорин Даниэль Припич (рум. Florin Daniel Pripici; род. 7 марта 1995 года) — румынский лыжник, участник Олимпийских игр в Сочи. Специалист спринтерских гонок. 
В Кубке мира Припич дебютировал 18 января 2014 года, в своей единственной в карьере гонке в рамках Кубка мира он занял 54-е место. В Балканском кубке дебютировал в марте 2013 года, всего стартовал в двух гонках в рамках Балканского кубка и в обоих был в десятке лучших. В сезоне 2012/13 занял 19-е место в общем итоговом зачёте Балканского кубка.
На Олимпийских играх 2014 года в Сочи стартовал в двух гонках: командный спринт — 18-е место и индивидуальный спринт — 68-е место.
За свою карьеру в чемпионатах мира участия пока не принимал. Лучшим результатом в личных гонках на юниорских чемпионатах мира для него стало 37-е место в гонке на 10 км свободным стилем в 2013 году.